# ولسوالی سالنگ
ولسوالی سالَنگ یا نام تاریخی سه اولنگ یکی از ولسوالی‌های ولایت پروان به مرکزیت شهر سالنگ در شمال خاوری افغانستان است. سالنگ در دامنه جنوبی هندوکش واقع شده و ۵۶۰ کیلومترمربع مساحت دارد. جمعیت آن در سال ۱۳۹۹ حدود ۲۹٬۳۶۲ نفر می‌باشد. این ولسوالی از جنوب با ولسوالی جبل‌سراج، از غرب با ولسوالی شینواری، از شرق با ولایت کاپیسا و پنجشیر از شمال با ولایت بغلان هم‌مرز است. ولسوالی سالنگ دارای معادن قابل‌توجهی سنگ مرمر می‌باشد.

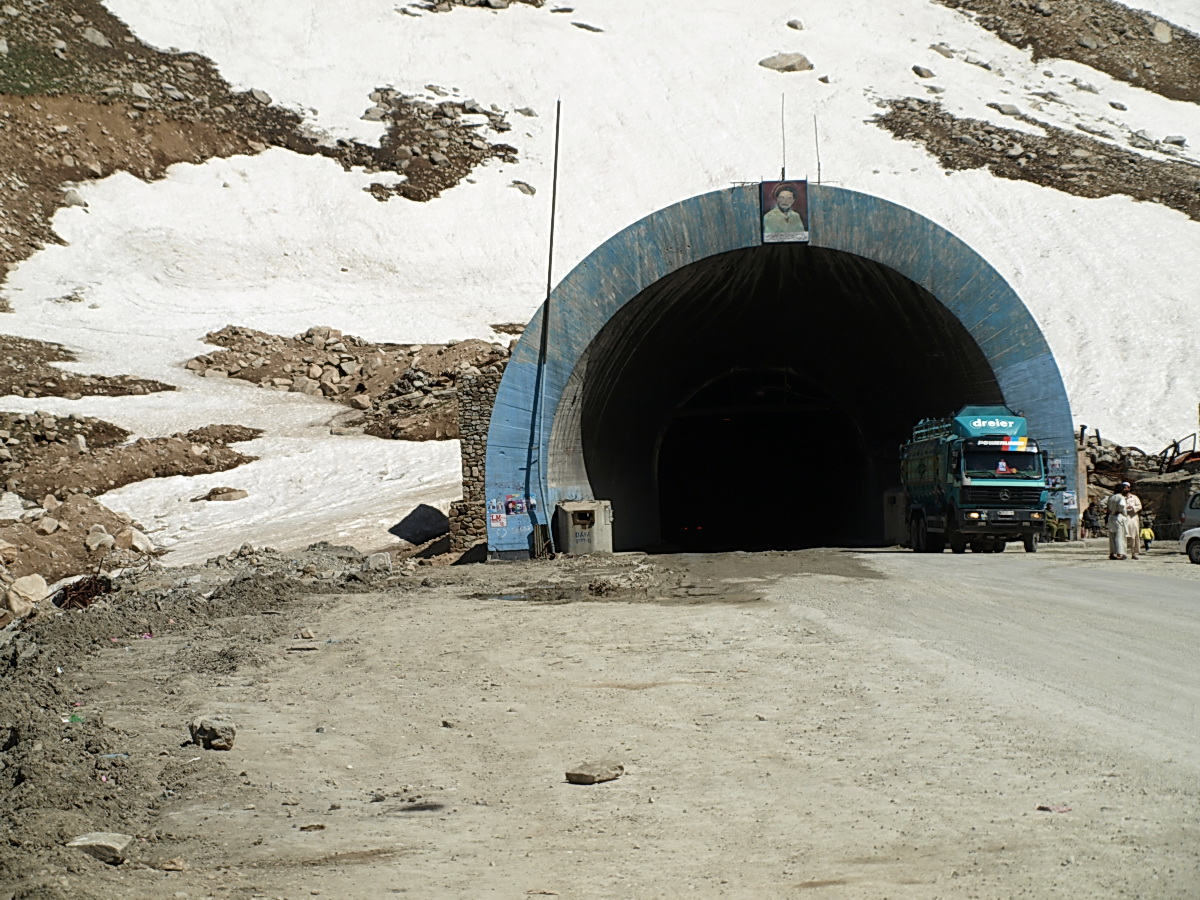
ورودی تونل سالنگ

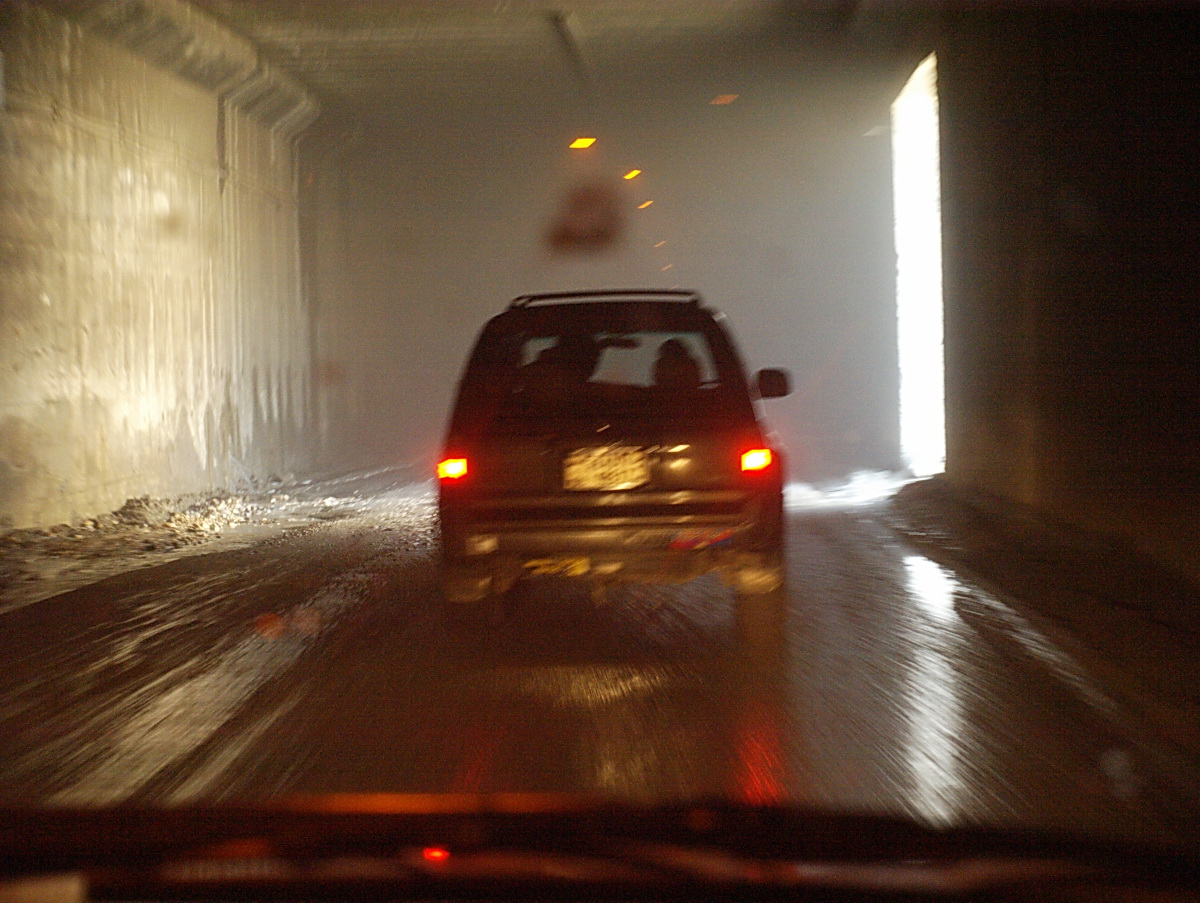
درون تونل سالنگ

## نام
در زمان امان‌الله‌شاه یکی از افراد او به نام وزیر محمد گل مهمند نایب‌الحکومهٔ ولایت کابل بزرگ شد. وی بخاطر ساده سازی  نام بسیاری از مناطق ولایت کابل را تغییر داد. زیرا اولنگ یک کلمه از زبان سانسکریت میباشد. درشمال هند  در شهرهمچال پردیش نیز دره بنام سالنگ وجود دارد. محمد گل مهمند نام این منطقه را از سه‌اولنگ که نام تاریخی آن بود به سالنگ تغییر داد. اولنگ یک کلمه زبان سانسکریت بوده که نه در زبان پشتو و نه در زبان فارسی وجود ندارد. نام دره اولنگ در چند جای افغانستان در هندوستان در ایران بنام جنگل اولنگ و در کردستان می باشد. که همه نام قدیم آریایهاست.

## پیشینه
اولین و بزرگ‌ترین تونل در افغانستان تونل سالنگ است که به طول ۲٬۷ کیلومتر شمال کوه هندوکش را با جنوب آن وصل می‌کند. این تونل در ارتفاع ۳۹۵۰ متر از سطح دریا قرار گرفته‌است. کار ساخت این تونل در سال ۱۳۳۷ آغاز و پس از ۶ سال در سال ۱۳۴۳ ختم گردید. با احداث این تونل راه اتصال شمال افغانستان به جنوب آن تا ۱۱۰ کیلومتر کوتاه‌تر شد. تونل سالنگ راه مواصلاتی شش ولایت شمالی و شاهراه ولایات شمال شرقی می‌باشد.

## جغرافیا
رود سالنگ از دامنه‌های شمالی این ولسوالی که دامنه‌های جنوبی رشته‌کوه هندوکش می‌شود؛ سرچشمه گرفته به‌سوی جنوب جریان می‌یابد. در ولسوالی جبل‌سراج دریای پنجشیر و در ولسوالی چاریکار رود شتل و غوربند با دریای سالنگ یکجا گردیده، در ولسوالی بگرامی با دریای کابل می‌پیوندد.
.